# هیرسکه

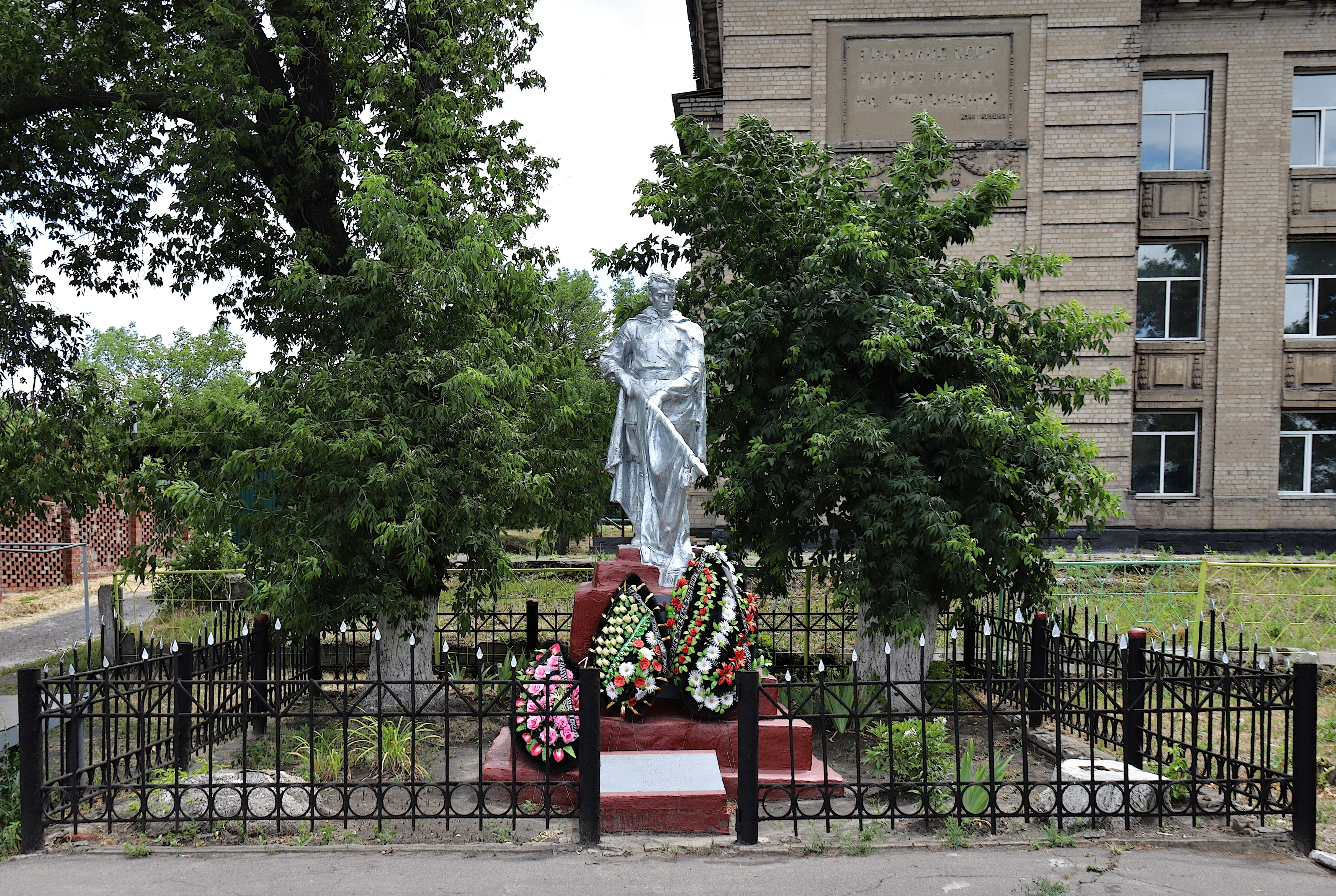
نمایی از بنای یادبود و گور دسته‌جمعی سربازان شوروی، در هیرسکه، خیابان پروومایسکا، نزدیک مدرسه راهنمایی شماره پانزده - جولای ۲۰۲۰

هیرسکه (به روسی: Гірське) شهری در استان لوهانسک در کشور اوکراین واقع شده‌است. جمعیت این شهر ۱۱٬۴۷۳ نفر است.